# John Newlands
John Newlands, angleški kemik, * 26. november 1837, London, Združeno kraljestvo, † 29. julij 1898, London.

## Življenjepis
John Newlands se je rodil 26. novembra 1837 v Londonu. Prvotno ga je doma šolal oče, kasneje pa je študiral na Kraljevi fakulteti za kemijo v Londonu. Sodeloval je tudi kot prostovoljec pod okriljem Giuseppe Garibaldija za italijansko združenje leta 1860. Ko se je leta 1862 vrnil v London se je poročil z Jane Rickings, s katero sta dobila sina ter hčeri. Sprva se je uveljavil kot analitični kemik, leta 1868 pa je postal glavni kemik londonske rafinerije sladkorja Jamesa Duncana , kjer je uvedel številne izboljšave v predelavi. Kasneje je skupaj s svojim bratom delal kot kemik v industriji. Poleg raziskovanja je tudi poučeval v osnovni šoli za dečke v Southwarku, Medicinski šoli za ženske in fakulteti v Londonu. John Newlands je umrl 29. julija 1989, zaradi gripe na svojem domu v Middlesexu in je bil pokopan na pokopališču West Nordwood. Po smrti je z njegovim delom nadaljeval njegov mlajši brat Benjamin.

## Zakon oktav
Newlands je bil prvi, ki je razvil periodično tabelo kemijskih elementov, razporejenih po vrstnem redu njihovih atomskih mas. Nadaljeval je delo Johanna Wolfganga Döberenierja, ki se je ukvarjal s triadami - zgoden poskus razvrščanja elementov v logični vrstni red po njihovih fizičnih lastnostih in delo Jeana-Baptista Dumasa. Leta 1865 je objavil Zakon oktav, v katerem je navedeno, da bo vsak element pokazal podobno vedenje kot osmi element, ki sledi v tabeli. Newlands je vse znane elemente razporedil od vodika do torija (atomska masa 90), v osem skupin po sedem. Označil jih je za oktave glasbe, zato je predlagal idejo o podobnosti z intervali v glasbeni lestvici. Zakon o oktavah je bil v samem začetku prepoznan kot kontroverzen, kasneje pa so ga privzeli kot pomembnega za posploševanje v moderni kemijski teoriji.
V Newlandsovi tabeli so bili elementi razvrščeni po atomskih masah, ki so bile takrat znane in so bile oštevilčene zaporedno, da bi pokazale svoj vrstni red. V periodičnem sistemu elementov so bile prikazane skupine, ki so šle preko tabele, in periode, ki so se spuščale. Ravno nasprotno kot v današnjem periodnem sistemu. Nepopolnost tabele je nakazovala na možen obstoj dodatnih, neodkritih elementov. Toda zakon o oktavah so zasmehovali nekateri sodobniki Newlandsa in Društvo kemikov, zato njegovo delo ni bilo sprejelo v objavo.

## Nagrada
Pomanjkljivosti  Newlandsove tabele je pokazala ponavljajoč se ali periodični vzorec lastnosti, zato je imel težave. Posledično njegove tabele niso sprejeli drugi znanstveniki. Vendar potem ko sta Dimitrij Mendelejev in Lothar Meyer od Kraljeve družbe prejela Davyjevo medaljo za poznejše odkritje periodične tabele, se je Newlands boril za priznanje njegovega prejšnjega dela in na koncu prejel Davyjevo medaljo leta 1887.